# Śmiardowo Złotowskie
Śmiardowo Złotowskie – wieś krajeńska w Polsce położona w województwie wielkopolskim, w powiecie złotowskim, w gminie Zakrzewo, przy trasie drogi wojewódzkiej nr 189.
W latach 1975–1998 miejscowość administracyjnie należała do województwa pilskiego.
Zobacz też: Śmiardowo, Śmiardowo Krajeńskie